# Kristijan Krstacic
Kristijan „Rick“ Krstacic (* 28. Februar 1981 in Nürnberg) ist ein kroatischer Profiboxer und WBU-Weltmeister im Schwergewicht.

## Erfolge als Amateur
Krstacic war mehrfacher Frankenmeister und Landesmeister, er boxte in der 1. Bundesliga für Eichstätt und Straubing.
Seine Amateurlaufbahn begann 2002 und endete 2008 nach einem Verkehrsunfall, bei dem sein Meniskus, Innen-, Außen- und Kreuzband riss.
Nach dem Motorradunfall folgten drei Monate im Rollstuhl und eine einjährige Reha. Er bereitete sich acht Monate auf seinen nächsten Kampf vor, der den Einstieg in das Profi-Boxen bedeutete.

## Profi-Karriere
In den Jahren 2010 und 2011 siegte er in allen fünf Kämpfen vorzeitig. Im März 2012 wurde er nach einem gewonnenen Titelkampf der German Boxing Association Meister im Cruisergewicht.
Diesen Titel verteidigte er auch 2013 und 2014. Im Jahr 2016 siegte er nach Disqualifikation des Georgen Giorgi Tevdorashvili in der 12. Runde im Kampf um den Cruisergewicht-Meisterschaftstitel der IBO.
In seiner Karriere noch ungeschlagen, unterlag er im Februar 2017 in einem Kampf der WBO um den Cruisergewicht-Meisterschaftstitel dem russischen Boxer Yury Kashinsky. Mit der ersten Niederlage, dessen Kampf Krstacic erstmals außerhalb Deutschlands bestritt, endete eine Serie von 13. zuvor gewonnenen Profi-Kämpfen.
Im Mai und Juni desselben Jahres folgten Kämpfe, in denen er vorzeitig gewann. Gegen den Argentinier Ruben Angel Mino, den er in einem Schwergewichts-Titelkampf der WBU durch KO in der 2. Runde schlug, siegte er im Mai 2018. Den zweiten und letzten Kampf des Jahres gewann er im Dezember.
Gegen Tom Schwarz verlor er im März 2019 in einem Schwergewichts-Titelkampf der WBO durch KO.

## Profi-Bilanz
| 18 Siege (15 K.-o.-Siege), 2 Niederlagen, 0 Unentschieden |                   |                          |                                   |                                                                                         |
| Profikampf                                                | Datum             | Gegner                   | Veranstaltungsort                 | Ergebnis                                                                                |
| 1                                                         | 17. Juli 2010     | Jozef Kusmirek           | Löwensaal, Nürnberg               | Sieg / KO 1. Runde                                                                      |
| 2                                                         | 9. Oktober 2010   | Frank Pflegel            | Löwensaal, Nürnberg               | Sieg / TKO 2. Runde                                                                     |
| 3                                                         | 22. Januar 2011   | Chris Puechner           | Löwensaal, Nürnberg               | Sieg / TKO 2. Runde                                                                     |
| 4                                                         | 9. April 2011     | Robert Andrasik          | Löwensaal, Nürnberg               | Sieg / TKO 3. Runde                                                                     |
| 5                                                         | 12. November 2011 | Waldemar Pahl            | Löwensaal, Nürnberg               | Sieg / KO 2. Runde                                                                      |
| 6                                                         | 31. März 2012     | Marco Heinichen          | Löwensaal, Nürnberg               | Sieg / TKO 2. Runde German Boxing Association (GBA) Cruisergewichts-Meisterschaftstitel |
| 7                                                         | 16. März 2013     | Aleksandar Kuvac         | Sportforum, Bernau                | Sieg / KO 2. Runde                                                                      |
| 8                                                         | 27. Oktober 2013  | David Vicena             | Rockfabrik, Nürnberg              | Sieg / Punktsieg GBA Cruisergewichts-Meisterschaftstitel                                |
| 9                                                         | 13. April 2014    | Matthias Sandow          | Rockfabrik, Nürnberg              | Sieg / KO 2. Runde GBA Cruisergewichts-Meisterschaftstitel                              |
| 10                                                        | 2. Oktober 2014   | Jindrich Velecky         | Circus Krone, München             | Sieg / Punktsieg                                                                        |
| 11                                                        | 21. Februar 2015  | Aleksandar Kuvac         | Sportclub Muskelkater, Mainz      | Sieg / KO 1. Runde                                                                      |
| 12                                                        | 2. Mai 2015       | Todor Ilic               | Hallensportzentrum, Lahr          | Sieg / TKO 1. Runde                                                                     |
| 13                                                        | 16. Juni 2016     | Giorgi Tevdorashvili     | Mehrraumhalle, Nürnberg           | Sieg / Disqualifikation IBO Internationaler Cruisergewichts-Meisterschaftstitel         |
| 14                                                        | 18. Februar 2017  | Yury Kashinsky           | Traktor Sport Palace, Chelyabinsk | Niederlage / TKO 2. Runde WBO Orientaler Cruisergewichts-Meisterschaftstitel            |
| 15                                                        | 13. Mai 2017      | Drazan Janjanin          | Eissporthalle, Dorsten            | Sieg / Referee Technical Decision (RTD) 2. Runde                                        |
| 16                                                        | 23. Juni 2017     | Goran Dinic              | Sports Hall Prijedor, Prijedor    | Sieg / TKO 1. Runde                                                                     |
| 17                                                        | 5. Mai 2018       | Ruben Angel Mino         | Nürnberg                          | Sieg / KO 2. Runde interim WBU Schwergewichts-Meisterschaft                             |
| 18                                                        | 1. Dezember 2018  | Juan Pedro Guglielmetti  | Glaspalast, Dessau                | Sieg / TKO 2. Runde                                                                     |
| 19                                                        | 2. März 2019      | Tom Schwarz              | Maritim Hotel, Magdeburg          | Niederlage / KO 2. Runde WBO Interkontinentale Schwergewichts-Meisterschaft             |
| 20                                                        | 30. November 2019 | Ricardo Humberto Ramirez | Glaspalast, Dessau                | Sieg / Runde 2. KO                                                                      |
| Quelle: Kristijan Krstacic in der BoxRec-Datenbank        |                   |                          |                                   |                                                                                         |